# Időtlen szerelem (telenovella)
Az Időtlen szerelem (eredeti cím: Cuando me enamoro) 2010 és 2011 között vetített mexikói telenovella, amit Caridad Bravo Adams alkotott, az 1998-as A vipera című sorozat remake-je. A főbb szerepekben Silvia Navarro, Juan Soler, Rocío Banquells, René Casados és Julieta Rosen látható.
Mexikóban a Las Estrellas 2010 július 5-én, Magyarországon a Story TV tűzte műsorára 2011. március 21-én.

## Történet
|  | Alább a cselekmény részletei következnek! |

Az Időtlen szerelem egy szenvedéllyel és szerelemmel teli történet, ahol a félreértések, az árulások és a féktelen bosszú irányítja hőseink életét. Josefina, akit akkoriban leginkább Pepának szólítottak, és Roberto között volt egy rövid affér, de a férfi nős volt, a felesége, Regina pedig nem tudott a viszonyukról. Egy nap esett teherbe a két nő, a gyerekek megszületése pedig sok titkot fedett fel. Josefina nem élvezhette a férfi vagyonát annak ellenére sem, hogy közös gyermekük született: Roberta. Ezért egy trükk segítségével elrabolta Regina lányát, Renátát, és úgy nevelte fel, mintha a saját lánya lenne, és egyben Roberta ikertestvére, hisz egy napon, egy kórházban születtek, csak a szeretetet nem adta meg számára. Eközben Regina őrülten keresi a lányát, és úgy érzi már soha nem találhat rá a boldogság, de idővel feltűnik az életében Antonio, egy igazán jó ember, aki támogatást, stabilitást és szerelmet kínál az asszonynak, hogy közösen megtalálják a lányát, aki közelebb van hozzá mint gondolná. A két lány, Roberta és Renata, ikrekként nőttek fel, természetük igencsak különböző. Renata nagyon szép és érzéki nő, aki még kedves is, tudja hogy élvezze az életet. Imád táncolni, szereti a jó borokat és elutasítja az igazságtalanság minden formáját. Tehetsége révén a családi üzletben kap kiemelt szerepet. Roberta ezzel szemben lázadó, impulzív, intoleráns és szeszélyes, nagy riválisának pedig Renátát tartja, sose szerette igazán a testvérét, többek között azért, mert beleszeretett Matiásba, aki viszont Renata iránt érdeklődik. Roberta elcsábít egy jóképű férfit, Rafaelt, de miután ezt anyja megtudja, megöli a férfit, és öngyilkosságnak állítja be az esetet. Amikor megérkezik a városba Rafael féltestvére, Jeronimo, megfogadja hogy bosszút áll öccse halálán. Az egyetlen nyom egy R betűs nyaklánc, az intrikák következtében pedig Jeronimo meg van győződve arról, hogy testvérének Renata volt a kedvese, és miatta választotta Rafael a halált. Úgy dönt, hogy elcsábítja Renátát, feleségül veszi, majd hagyja szenvedni, de azzal nem számol, hogy teljesen beleszeret a lányba.
|  | Itt a vége a cselekmény részletezésének! |

## Szereplők
| Szerepnév                                         | Színész(nő)          | Magyar Hang           |
| ------------------------------------------------- | -------------------- | --------------------- |
| Regina Gamba Soberón/Renata Monterrubio Álvarez   | Silvia Navarro       | Törtei Tünde          |
| Jerónimo Linares de la Fuente                     | Juan Soler           | Varga Rókus           |
| Josefina «Fina» Álvarez de Monterrubio            | Rocío Banquells      | Rátonyi Hajni         |
| Roberta Gamba Álvarez Roberta Monterrubio Álvarez | Jessica Coch         | Solecki Janka         |
| Gonzalo Monterrubio                               | René Casados         | Juhász György         |
| Regina Soberón vda. de Gamba                      | Julieta Rosen        | Szórádi Erika         |
| Antonio Iriondio                                  | Guillermo Capetillo  | Kapácsy Miklós        |
| Honorio Sánchez                                   | Alfredo Adame        | Jantyik Csaba         |
| Constanza Monterrubio de Sánchez                  | Lourdes Munguía      | Kolti Helga           |
| Manuela López                                     | Yolanda Mérida       | Kassai Ilona          |
| Marina Sepúlveda                                  | Martha Julia         | Makay Andrea          |
| Agustín Dunant                                    | Lisardo Guarinos     | Mikula Sándor         |
| Matías Monterrubio                                | José Ron             | Takátsy Péter         |
| Dr. Álvaro Nesme                                  | Odiseo Bichir        | Tóth Zoltán           |
| Lázaro López                                      | Luis Gatica          | Koncz István          |
| Karina Aguilar de Nesme                           | Yolanda Ventura      | Grúber Zita           |
| Matilde López                                     | Grettell Valdez      | Bálizs Anett          |
| Carlos Estrada                                    | Carlos de la Mota    | Gubányi György        |
| Alfonsina Campos Flores de Fierro                 | Aleida Núñez         |                       |
| Ezequiel Fierro                                   | Alejandro Ruiz       | Renácz Zoltán         |
| José María "Chema" Casillas                       | Ferdinando Valencia  | Gacsal Ádám           |
| Adriana Beltrán                                   | Wendy González       | Lázár Erika           |
| Adriana Beltrán                                   | Florencia de Saracho | Lázár Erika           |
| Rafael Gutiérrez de la Fuente                     | Sebastián Zurita     | Juhász Zoltán         |
| Blanca Ocampo                                     | Magda Karina         | Ősi Ildikó            |
| Severino atya                                     | Hugo Macias Macotela | Kajtár Róbert         |
| Catalina vda. de Soberón                          | Irma Dorantes        | Illyés Mari           |
| Inés Fonseca de del Valle                         | Olivia Bucio         | Farkasinszky Edit     |
| Isidro del Valle                                  | Antonio Madellín     | Melis Gábor (1. hang) |
| Isidro del Valle                                  | Antonio Madellín     | Imre István (2. hang) |
| Benjamín Casillas                                 | David Ostrosky       | Pálfai Péter          |
| Selene Carrasco                                   | Jackie García        | Mezei Kitty           |
| Andrés del Valle Fonseca                          | Christian Vega       | Bogdán Gergő          |
| Ágatha Beltrán                                    | Raquel Morell        | Némedi Mari           |
| Juan Cristóbal Gamboa atya                        | Arturo Peniche       | Koroknay Géza         |
| Roberto Gamba                                     | Sebastián Rulli      | Szabó Máté            |
| Fiatal Regina Soberón de Gamba                    | Lidia Ávila          | Sallai Nóra           |
| Fiatal Josefina «Pepa» Álvarez                    | Margarita Magaña     | Sági Tímea            |
| Fiatal Catalina vda. de Soberón                   | Silvia Manríquez     | Molnár Zsuzsa         |
| Fiatal Gonzalo Monterrubio                        | Jorge de Silva       | Dévai Balázs          |
| Gyerek Renata Monterrubio Álvarez                 | Georgina Domínguez   |                       |
| Fiatal Isidro del Valle                           | Juan Ángel Esparza   | Hegedűs Miklós        |
| Fiatal Inés Fonseca                               | Susana Diazayas      | Huszárik Kata         |

## Dalok
1. Enrique Iglesias & Juan Luis Guerra - Cuando me enamoro (főcímdal)
2. Manuel Carrasco & Malú - Que nadie (Renata & Jerónimo)
3. Manuel Carrasco - Sígueme (Regina & Antonio)
4. Juan Luis Guerra - Mi bendición (Karina & Lázaro)
5. Manuel Carrasco - Antes de ti (Renata & Matías)
6. Erick Rubin - No para de llover (Matías)
7. Francisco Cespedes - Senora (Constanza & Honorio)
8. La Arrolladora Banda el Limón - Nina de mi corazón (Matilde & Carlos)
9. Manuel Carrasco - Qué nos está pasando (Renata & Jerónimo)
10. Silikon - Juego (Adriana & Matías)
11. Elan - Sevillanas del adios (Cuando un amigo se va) (Halálesetek után)
12. Joey Montana - Tus ojos no me ven (Adriana & Matías)
13. Alejandro Fernández - Como quien pierde una estrella
14. Manuel Carrasco - Porque (Renata & Jerónimo)
15. Erick Rubin - Tu voz (Marina)
16. Andrea Bocelli - Cuando me enamoro (Regina & Gonzalo)
17. Gerardo Urquiza - Para que sigas volando (Matilde & Carlos)
18. Manuel Carrasco - Por eso si te vas (Renata & Jerónimo)
19. Camila - De qué me sirve la vida
20. Angélica María - Cuando me enamoro (Regina & Roberto)
21. Pastora Soler - Esta vez quiero ser yo (Marina & Jerónimo)
22. Miguel Inzunza - Cosquillas al cielo
23. Manuel Carrasco - Y ahora (Renata & Regina)

## Korábbi verziók
- Az 1952-es La mentira film, Juan J. Ortega rendezésében. Főszereplői: Marga López, Jorge Mistral és Gina Cabrera.
- Az 1965-ös La mentira mexikói telenovella a Televisától, Ernesto Alonso rendezésében. Főszereplői: Julissa, Enrique Lizalde és Fanny Cano.
- Az 1970-es La mentira film, Emilio Gómez Muriel rendezésében. Főszereplői: Julissa, Enrique Lizalde és Blanca Sánchez.
- Az 1982-es El amor nunca muere mexikói telenovella a Televisától, Alfredo Saldaña rendezésében. Főszereplői: Christian Bach, Frank Moro és Silvia Pasquel.
- Az 1998-as A vipera mexikói telenovella a Televisától. Főszereplői: Kate del Castillo, Guy Ecker és Karla Álvarez.
- A 2008-as El juramento kolumbiai telenovella a Telemundotól. Főszereplői: Natalia Streignard, Osvaldo Ríos és Dominika Paleta.
- A 2010-es Corações Feridos brazíliai telenovella az SBT-től. Főszereplői: Patrícia Barros, Cynthia Falabella és Flávio Tolezani.

## Crossover
- A sorozatban feltűnik Arturo Peniche mint Juan Cristobal Gamboa atya, ugyanaz a karakter aki főszerepet játszott A szerelem nevében című sorozatban. Ez azért lehetséges, mert ugyanaz a stáb dolgozott mindkét sorozaton.
- A Dona Josefinát alakító Rocio Banquells édesanyja nem más, mint Dina de Marco, aki az Esmeralda sorozatban Crisanta dadust játszotta. (A színésznő 1998-ban hunyt el rákban.)

## TVyNovelas-díj2011
| Kategória                    | Személy                           | Eredmény |
| ---------------------------- | --------------------------------- | -------- |
| Legjobb telenovella          | Carlos Moreno Laguillo            | Jelölés  |
| Legjobb női főgonosz         | Rocío Banquells                   | Nyertes  |
| Legjobb női mellékszereplő   | Jessica Coch                      | Jelölés  |
| Legjobb férfi mellékszereplő | René Casados                      | Jelölés  |
| Legjobb fiatal színész       | Eleazar Gómez                     | Jelölés  |
| Legjobb főcímdal             | Enrique Iglesias Juan Luis Guerra | Nyertes  |

## Szinkronstáb
- Magyar szöveg: Sipos-Lánc Brigitta, Berkes Dóra, Losits Boróka, Abrudbányay Veronika, Palotai Judit, Hamvas Patrícia, Máté Balázs, Farkas Lívia, Papp-Szabó Orsi
- Hangmérnök: Csomár Zoltán, Kelemen Tamás
- Gyártásvezető: Boskó Andrea
- Szinkronrendező: Kosztola Tibor, Csoma Ferenc

## Fordítás
- Ez a szócikk részben vagy egészben  a   Cuando me enamoro (telenovela) című spanyol Wikipédia-szócikk fordításán alapul.  Az eredeti cikk szerkesztőit annak laptörténete sorolja fel. Ez a jelzés csupán a megfogalmazás eredetét és a szerzői jogokat jelzi, nem szolgál a cikkben szereplő információk forrásmegjelöléseként.